# هاكون هانسن (سياسي)
هاكون هانسن هو سياسي نرويجي، ولد في 5 مايو 1907، وتوفي في 24 مايو 1971. نشط حزبياً في الحزب الليبرالي.